# Perzische kleine pijlstormvogel
De Perzische kleine pijlstormvogel (Puffinus persicus) is een vogel uit de familie van de stormvogels en pijlstormvogels (Procellariidae).  Vroeger werd deze zeevogel beschouwd als een ondersoort van de  Audubons pijlstormvogel.

## Verspreiding en leefgebied
Deze soort telt twee ondersoorten:
- P. p. persicus: Kuria Muria-eilanden (Oman) en Socotra.
- P. p. temptator: de Comoren.

## Status
De Perzische pijlstormvogel heeft een ruim verspreidingsgebied en daardoor is de kans op de status  kwetsbaar (voor uitsterven) gering. De grootte van de wereldpopulatie werd in 2016 geschat op 10.000 volwassen individuen. De soort gaat in aantal achteruit. Echter, het tempo van achteruitgang igt onder de 30% in tien jaar (minder dan 3,5% per jaar). Om deze redenen staat de vogel als niet bedreigd op de Rode Lijst van de IUCN.